# IMSI-кэтчер
IMSI-кэтчер или IMSI-перехватчик (англ. IMSI-catcher) — специальное устройство, которое маскирует себя под базовую станцию сотовой телефонной сети и перехватывает IMSI — уникальный идентификатор, прописанный в SIM-карте мобильного устройства.

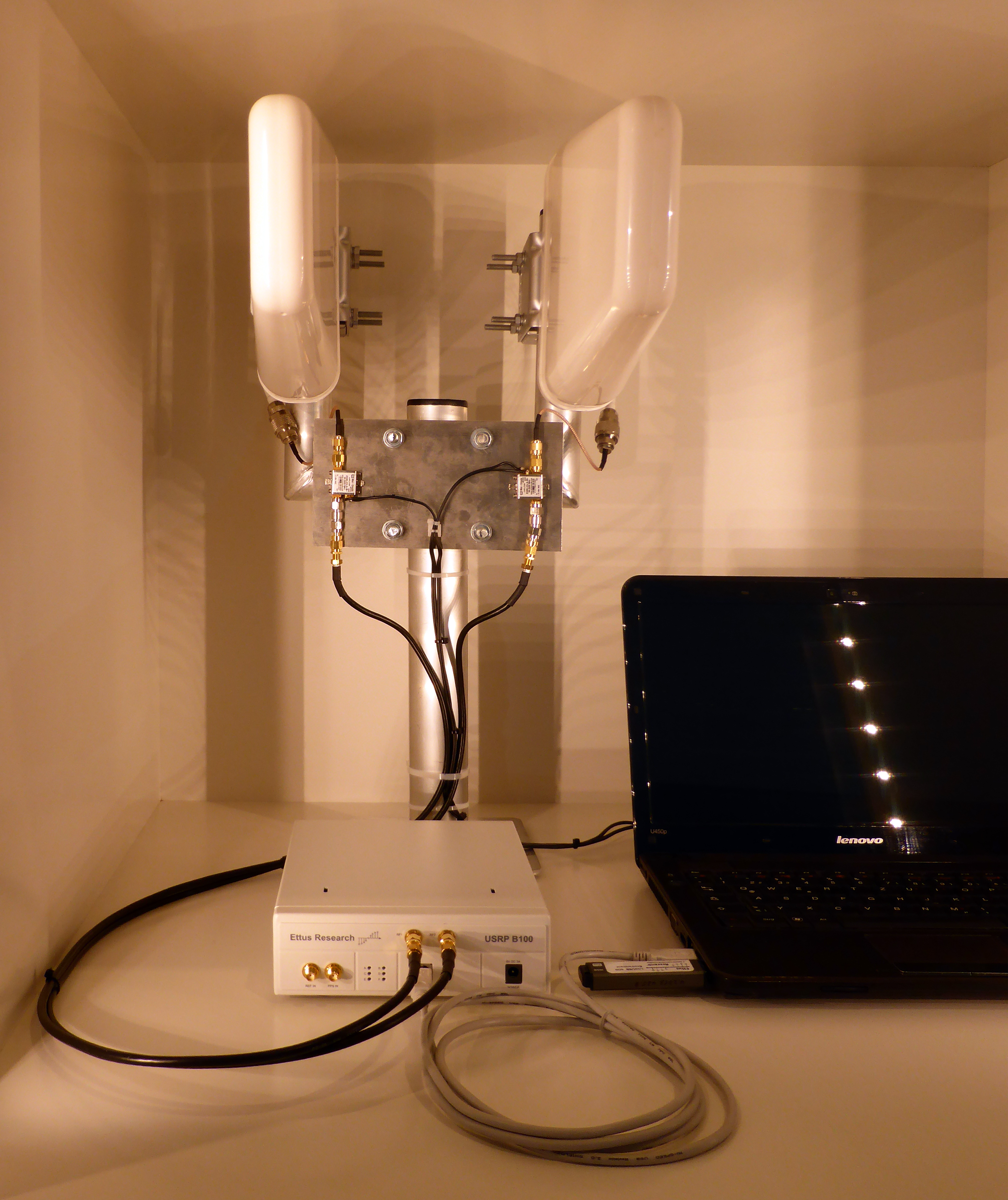
IMSI-кэтчер, подключённый к ноутбуку

## История
Эта уязвимость безопасности протокола GSM была внесена в архитектуру системы по настоянию спецслужб для организации перехвата и мониторинга сообщений без ведома компаний-операторов мобильной связи.
Первые IMSI-перехватчики появились в 1993 году и были громоздкими и дорогими. Высокая стоимость ограничивала круг пользователей исключительно государственными учреждениями. В 2010 г. в рамках конференции DEF CON был представлен IMSI-перехватчик всего за 1500 долларов. Его версия состоит из программируемого радио и бесплатного программного обеспечения с открытым исходным кодом: GNU Radio, OpenBTS, Asterisk. Вся необходимая разработчику информация находится в открытом доступе. В середине 2016 года хакер Evilsocket предложил свою версию портативного IMSI-перехватчика всего за 600 долларов. В 2017 г. пользователь YouTube выложил видео, объясняющее, как можно самостоятельно сделать IMSI-перехватчик всего за 7 долларов.

## Функционал
Как только мобильный телефон или смартфон принимает IMSI-кэтчер в качестве своей базовой станции, этот аппарат-ретранслятор может деактивировать включенную абонентом функцию шифрования и работать с обычным открытым сигналом, передавая его дальше настоящей базовой станции.

## Применение на практике
В 2014 году сразу в трёх скандинавских странах — Норвегии, Швеции и Финляндии — вспыхнул громкий скандал, после того как журналисты норвежской газеты Aftenposten провели замеры электронного трафика в правительственном квартале Осло, где, помимо канцелярии премьер-министра и парламента, располагаются посольства ряда крупных государств. Одна из фальшивых базовых станций располагалась напротив посольства РФ в Осло, давая возможность отслеживать телефонный трафик его сотрудников. Полиция безопасности Норвегии (PST) по просьбе Aftenposten проверила информацию и подтвердила наличие ложных базовых станций в правительственном квартале, после чего было начато расследование фактов шпионажа, доказанных журналистами. После публикации Aftenposten сигналы IMSI-ловушек прекратились. Вслед за норвежскими журналистами соответствующие измерения произвели их финские и шведские коллеги. В правительственных кварталах Хельсинки и Стокгольма также были обнаружены ложные базовые станции неизвестного происхождения. В качестве наиболее вероятных хозяев ловушек называют США и собственную полицию. Ранее Эдвард Сноуден заявлял, что Агентство национальной безопасности США широко использует IMSI-перехватчики как для отслеживания возможных террористов (подобные установки действуют во всех аэропортах США), так и для шпионажа за чиновниками других государств, в том числе и союзных. IMSI-ловушки доступны на открытом международном рынке, но запрещены к продаже в странах Северной Европы.
Технология перехвата метаданных мобильного телефона является недорогой и широко используется в полиции, правительственных учреждениях и даже широкой общественностью. В январе 2016 г. устройства перехвата были обнаружены по всему Лондону, в том числе в пределах диапазона мониторинга посольства Эквадора, предоставившее в 2012 г. основателю WikiLeaks Джулиану Ассанжу политическое убежище.

## В массовой культуре
Тема IMSI-catcher была затронута в сериале VICE on HBO 'State of Surveillance' с участием Эдварда Сноудена.
IMSI-catcher упомянут в 3 эпизоде 5 сезона сериала Родина (англ. Homeland). Один из персонажей сериала просит достать ему Stingray для работы.